# Rancho Park Golf Course
De Rancho Park Golf Course is een golfbaan in de Verenigde Staten. De golfbaan werd opgericht in 1920 en bevindt zich in Los Angeles, Californië. Het is een 18-holes golfbaan met een par van 71 en wordt beheerd door de stad.

## Golftoernooien
Voor het golftoernooi bij de heren is de lengte van de golfbaan 6254 m met een par van 71. De course rating is 72,5 en de slope rating is 129.
- Northern Trust Open: 1956-1967, 1969-1972 & 1983